# پلیکان (شرکت)
پلیکان (به آلمانی: Pelikan Holding AG) یک شرکت سوئیسی سازنده نوشت‌افزار است. از سایر محصولات این شرکت می‌توان به لوازم هنری و لوازم اداری از قبیل رنگ و کاغذ چاپگر اشاره نمود.

این شرکت در سال ۱۸۳۲م در هانوفر آلمان بنیان‌گذاری شده و اکنون دفتر مرکزی آن در شیندِلِگی در ایالت شویتز سوئیس قرار دارد.

## پلیکان در ایران
شرکت پلیکان در سال ۱۳۴۵خ فعالیت خود را به عنوان اولین تولید کننده لوازم التحریر اداری و مدرسه آغاز کرد.
از محصولات تولیدی این شرکت در ابتدا میتوان کاغذ کاربن، جوهر خودنویس، ریبون دستگاه تایپ را نام برد.
در طی سالهای فعالیت با توجه به نیاز بازار و با خلاقیت در تولید؛ محصولاتی مانند استامپ پد، جوهر استامپ، پاک کن، کاربن، خودکار، ماژیک و انواع کاغذ اداری و حرارتی به سبد کالایی شرکت اضافه گردید.
شرکت پلیکان همواره با بررسی نیاز بازار سعی داشته تا با ایجاد ارزش آفرینی و احترام به حقوق مشتریان و مصرف کنندگان، اسباب رضایت آنها را بگستراند و اعتبار و کیفیت را سرلوحه کار خود قرار دهد.
برنامه شرکت پلیکان ایران در طی سالهای آینده بر پایه شناسایی نیاز بازار و رفع آن بوده و به همین جهت سری محصولاتی جدید با طراحی خلاقانه و با کیفیت به سبد کالایی شرکت اضافه خواهد شد .
شرکت پلیکان به دنبال تبدیل هر نیاز به یک نوآوری در محصول بوده و در طول زمان با رویکرد تحقق شعار ارزش آفرینی و احترام به حقوق مشتریان اقدام به تکمیل سبد کالایی خود نموده و ۵۱ سال اعتبار خود را همراهی مطمئن برای انتخاب سری نو محصولات پلیکان نموده.